# Jules Dufaure

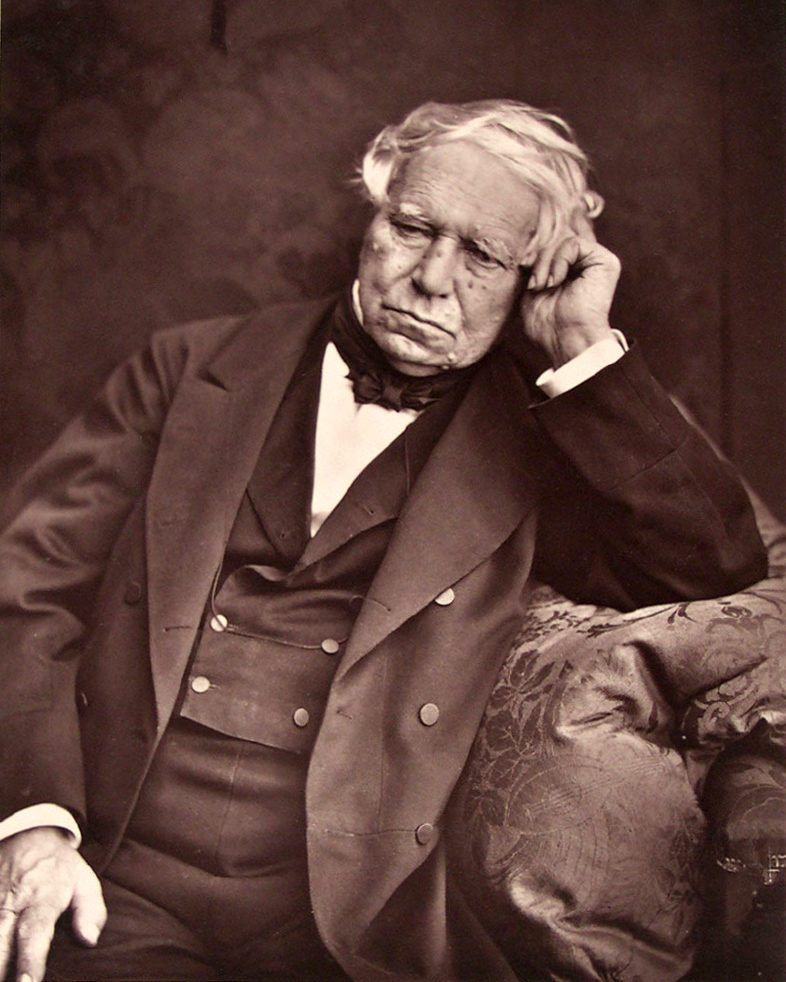
Jules Dufaure

Jules Armand Stanislas Dufaure (* 4. Dezember 1798 in Saujon, Département Charente-Inférieure; † 27. Juni 1881 in Rueil-Malmaison, Département Hauts-de-Seine) war französischer Jurist, Politiker und zweimaliger Premierminister.

## Laufbahn
Nach dem Studium der Rechtswissenschaften ließ sich Dufaure als Rechtsanwalt in Bordeaux nieder und wurde dort als Mitglied der Liberalen Partei in die Deputiertenkammer gewählt. Im Kabinett des Marschalls Nicolas-Jean de Dieu Soult war er 1839 Minister für öffentliche Arbeiten und später im Kabinett des Generals Louis-Eugène Cavaignac von Juni bis Dezember 1848 und von Juni bis Oktober 1849 Innenminister von Frankreich. Während des Zweiten Kaiserreichs unter Napoléon III. zog sich Dufaure aus dem politischen Leben zurück, schloss Freundschaft mit Adolphe Thiers und trug als gemäßigter Führer des Linken Zentrums ab 1871 zur Festigung der jungen Dritten Republik bei. 1875 wurde er als Sénateur inamovible in den Senat berufen.

## Premierminister
Im März 1876 wurde Dufaure von Präsident Patrice de Mac-Mahon zum Premierminister berufen. Das von ihm gebildete „Gouvernement de trêve“ besaß in der Deputiertenkammer jedoch keine stabile Mehrheit, so dass Dufaure bereits im Dezember 1876 zurücktrat. Ein Jahr später wurde er nach der Entlassung des Premierministers Gaëtan de Grimaudet de Rochebouët von Präsident Mac-Mahon im Dezember 1877 erneut mit der Bildung einer Regierung beauftragt.
Dufaure trug durch seine maßvolle und behutsame Regierungspolitik wesentlich dazu bei, das parlamentarische System durchzusetzen, das ihm am besten der Verfassung zu entsprechen schien. Nach dem Rücktritt des Präsidenten trat auch Dufaure am 30. Januar 1879 zurück. Neuer Premierminister wurde William Henry Waddington.

## Auszeichnungen
Für seine Leistungen um die Französische Republik wurde er 1863 Mitglied der Académie française und nahm dort als Nachfolger des Politikers Étienne-Denis Pasquier den dritten Stuhl (Fauteuil) der vierzig Sitze ein.